# Бутан на Летњим олимпијским играма 2024.
Бутан је учествовао на Летњим олимпијским играма 2024. у Паризу једанаести пут. На овим Олимпијским играма Бутан ће имати три представника, по један у стреличарству, пливању и први пут у атлетици.
Још није објављено ко ће носити заставу на свечаном отварању Олимпијских игара.

## Учесници по спортовима

### Атлетика
Бутан ће се први пут такмичити у пливању на Олимпијским играма.
Жене
| Атлетичар    | Дисциплина | Финале   | Финале |
| Атлетичар    | Дисциплина | Резултат | Место  |
| ------------ | ---------- | -------- | ------ |
| Кинзанг Ламо | маратон    | 3:52:59  | 80     |

### Пливање
Ово је други пут да ће Бутан имати представника у пливању.
Мушкарци
| Такмичар      | Дисциплина     | Група | Група   | Полуфинале       | Полуфинале       | Финале           | Финале           |
| Такмичар      | Дисциплина     | Време | Пласман | Време            | Пласман          | Време            | Пласман          |
| ------------- | -------------- | ----- | ------- | ---------------- | ---------------- | ---------------- | ---------------- |
| Сангај Тензин | 100 м слободно | 56,08 | 74      | Није се пласирао | Није се пласирао | Није се пласирао | Није се пласирао |

### Стреличарство
Бутан по једанаести пут има представника у стреличарству.
Мушкарци
| Стреличар | Дисциплина  | Пласман  | Пласман | Коло 64 так.       | Коло 32 так.       | Коло 16 так.       | Четвртфинале       | Полуфинале         | Финале             | Финале |
| Стреличар | Дисциплина  | Резултат | Пласман | Противник Резултат | Противник Резултат | Противник Резултат | Противник Резултат | Противник Резултат | Противник Резултат | Место  |
| --------- | ----------- | -------- | ------- | ------------------ | ------------------ | ------------------ | ------------------ | ------------------ | ------------------ | ------ |
| Лам Дорџи | Појединачно | 663      | 28      | Паоли ИЗГ 3–7      | Није се пласирао   | Није се пласирао   | Није се пласирао   | Није се пласирао   | Није се пласирао   |        |